# Джованні Доменіко Тьєполо
Джованні Доменіко Тьєполо (італ. Giovanni Domenico Tiepolo; 1727—1804) — венецанський художник і гравер, старший син Джованні Баттіста Тьєполо, представник венеційського варіанта рококо.

## Життєпис
Народився у Венеції. Був старшим сином відомого художника Джованні Баттіста Тьєполо, в родині було десять дітей. Батько був завалений замовами і сина рано залучили у помічники батька.
Починав як гравер і малювальник. Більш розкутим був у малюнках, тоді як мав посередні здібності в гравіюванні і у Венеції працювала низка більш обдарованих граверів.
Зрозуміло, що син у ранній період творчості був під помітним впливом творчої манери темпераментного батька. Водночас це допомагало працювати із батьком разом, не дуже відрізняючись власною творчою манерою. Життя і творчість Джованні Доменіко припали на перехідний етап від бароко до декоративного венеційського рококо. 
Джованні Доменіко потроху випростався від могутнього впливу художньої манери батька, але мало що міг запропонувати сам. У нагоді стануть впливи реалізму та спостереження за побутом венеційців. Митець працюватиме по замовам церкви і створював чимало релігійних картин. Але стилістика рококо втрачала героїчний характер власних персонажів, котрий ще намагались зберігати образи  митців на кшталт Джованні П'яцетти. У вівтарних картинах Джованні Доменіко йшов за напрацюваннями батька, і його композиції схожі. Мадонна з немовлям — на високому троні, у її ніг — декілька популярних святих з відповідними атрибутами, що дозволяли і неписьменному ідентифікувати, хто є хто. В композиціях у батька більше конкретності і індивідуальних характеристик персонажів. 

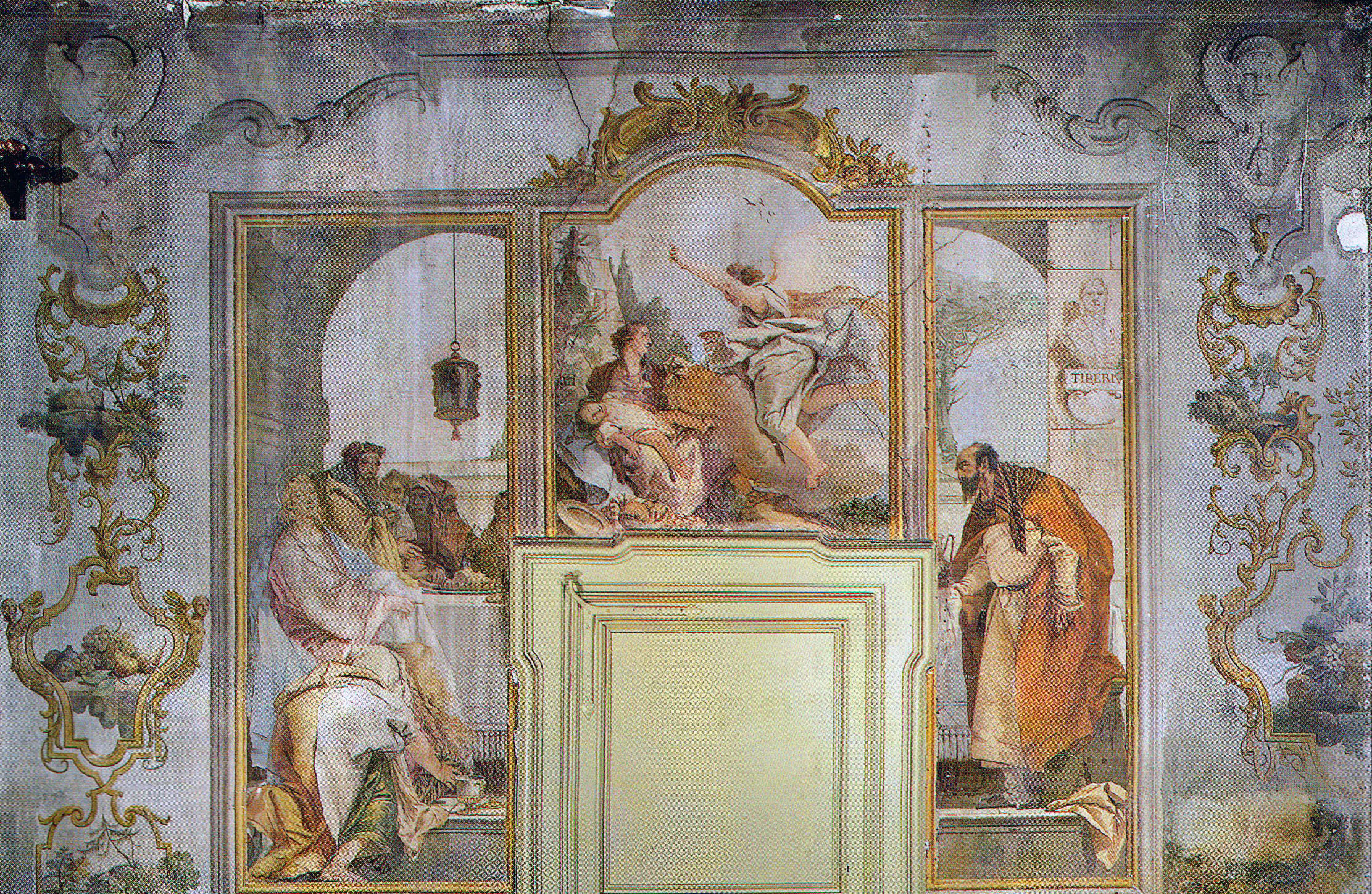
Декоративна фреска у студіоло абата в Брешиї

Джованні Доменіко вже втратив і героїчний характер навіть головних біблійних персонажів, і іноді його Христос — слабкодухий дивак (варіанти композицій «Христос і грішниця, захоплена в адюльтері»). Його композиції «Таємної вечері» — просто традиційні, низка релігійних картин — варіанти вдало знайдених композицій обдарованого і темпераментного батька.
З роками декоративна майстерність Джованні Доменіко зросла і це відбилось при створенні декоративних фресок. Зазвичай надто вологий клімат Венеції не сприяв розповсюдженню фрескового живопису, що там швидко псувався. До фрескового живопису художник звертався переважно на террафермі у декотрих віллах (вілла Вальмарана) або у малих містах (храми у Брешиї, ораторія невинних в Удіне). Справжнім майстром-декоратором рококо він постав при створенні фресок у кабінетіодного абата (студіоло абата у місті Брешия). Його велика за розмірами композиція «Святі покровителі Брешиї позбавляють місто від облоги вояків Ніколо Піччініно» трактована як декоративна батальна сцена, релігійного в ній обмаль.
Споглядання за італійською реальністю і реалізм у її відтворенні дадуть найкращі зразки у побутових сценах на віллі Вальмарана («Обідня пора в родині») і відкриють слабку фантазію митця при створенні сцен китайщини (шинуазрі).
Творча розкутість, реалізм  і добрий гумор найбільше відбились у численних замальовках і картинах, присвячених пульчінеллам, цим венеційським маскам і попередникам циркових клоунів («Пульчинелли висмикують пір'я у страусів», «Пульчинелли на качелях», «Пульчінелла з нареченою», «Тріумф Пульчинелли»).
Життя у Венеції наприкінці XVIII століття помітно втрачало соковитість і зміст, поступаючись зневірі і песимізму. Беззмістовність життя і вчинків поступово прийшла і до персонажів Джованні Доменіко. Звідси культ насолод, чудернацькі моди, потяг до будь-яких зовнішніх подій («Танок дресованих собак», «Картинки «Новий світ», «Пульчинелли-акробати», «Шарлатан продає ліки»). Персонажі відверто марнують життя на дрібниці і навіть художник почав кепкувати з натовпу, що, роззявивши рота, споглядає за нікчемними подіями.
Старий Джованні Доменіко буде свідком військового захоплення Венеції вояками Наполеона Бонапарта, її пограбування і перетворення на майже колоніальну провінцію наполеонівської Франції. Він не дожив до поразок Наполеона Бонапарта і остаточного відсторонення того від влади у 1814 році. Художник помер ще 1804 року.

## Малюнки художника

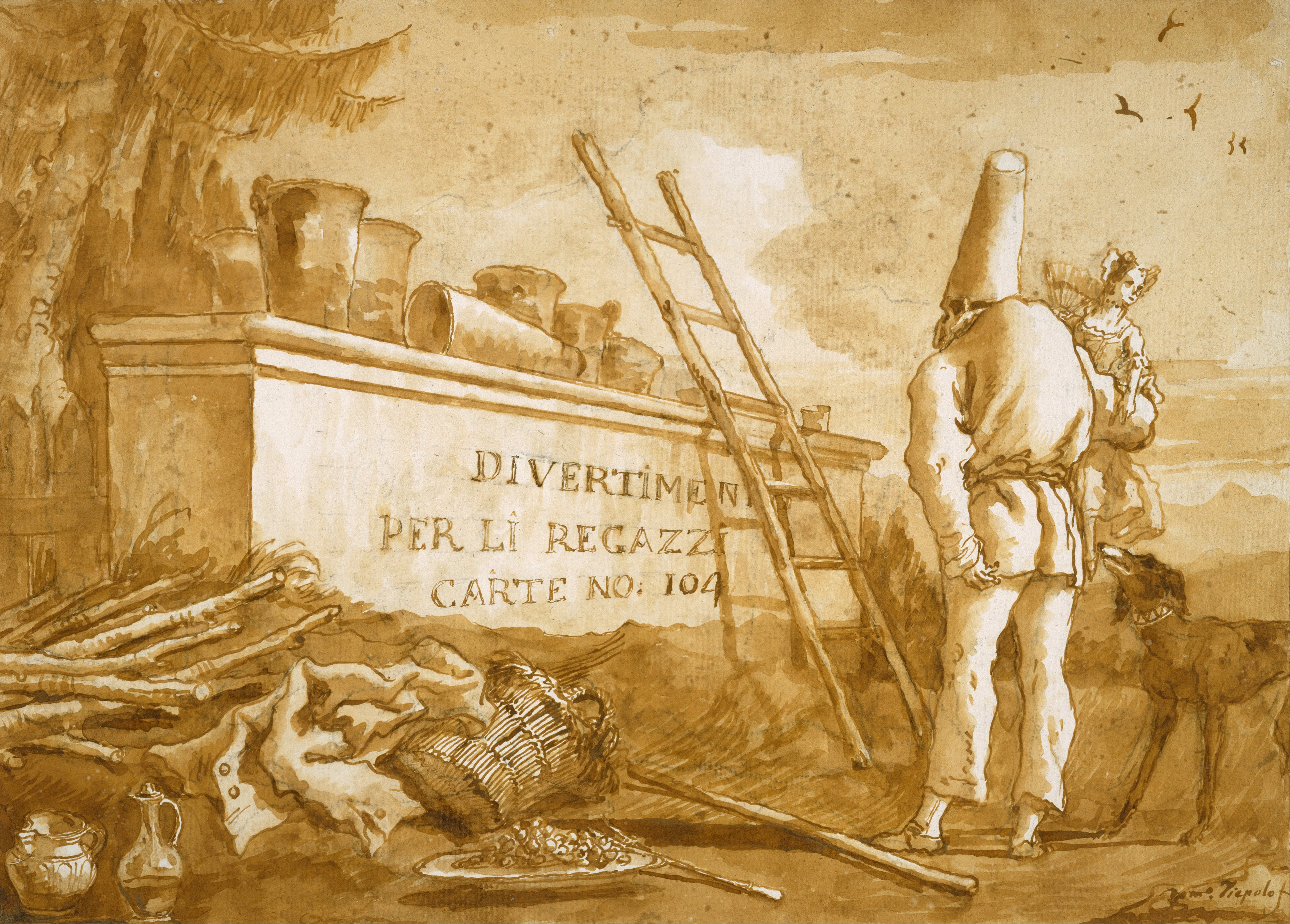
Аркуш із серії про пульчінелл, 1800 р.,  Художній музей Нельсон-Аткінз
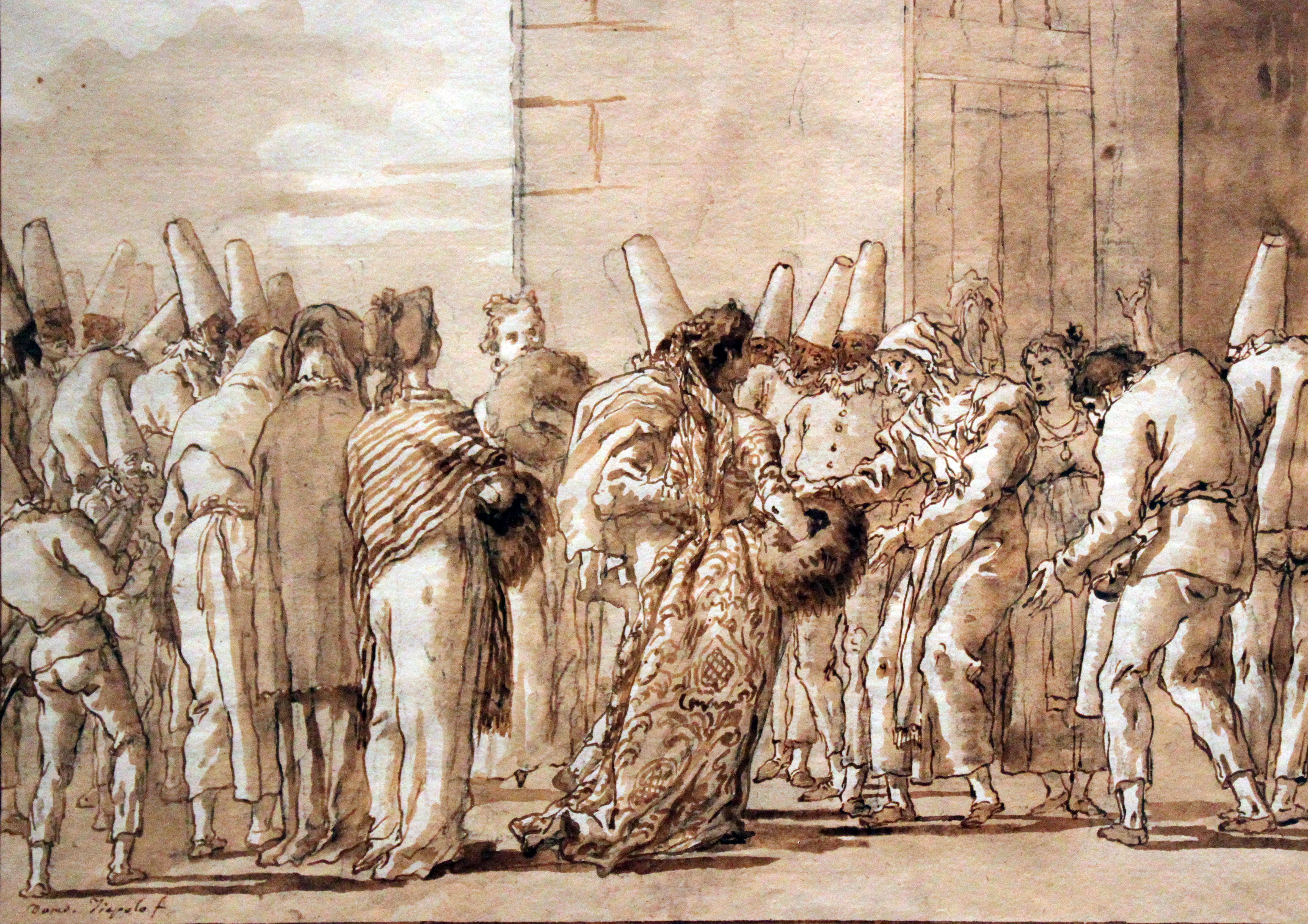
«Пульчінелла з нареченою», 1797 р.
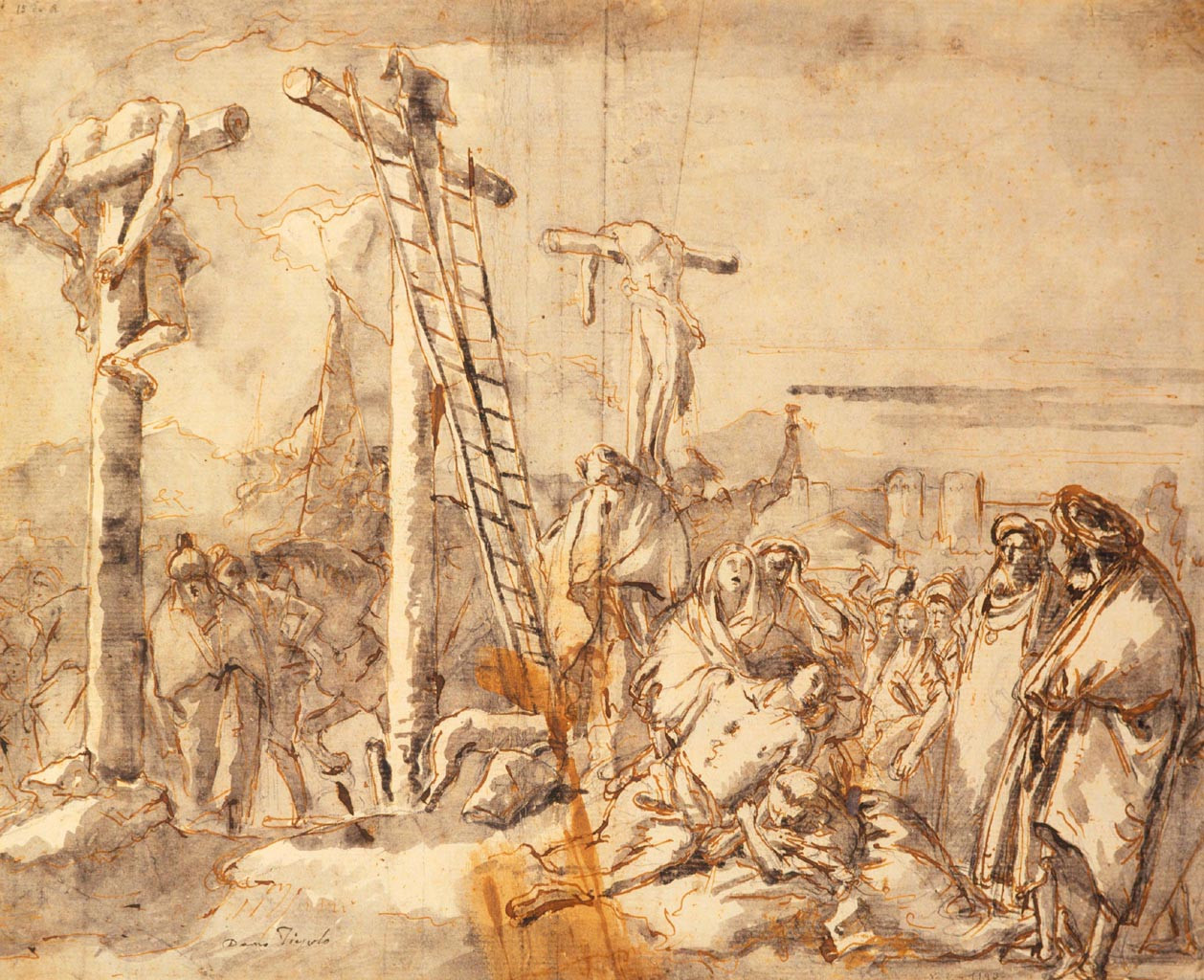
«Іісуса знімають з креста»

## Фрески

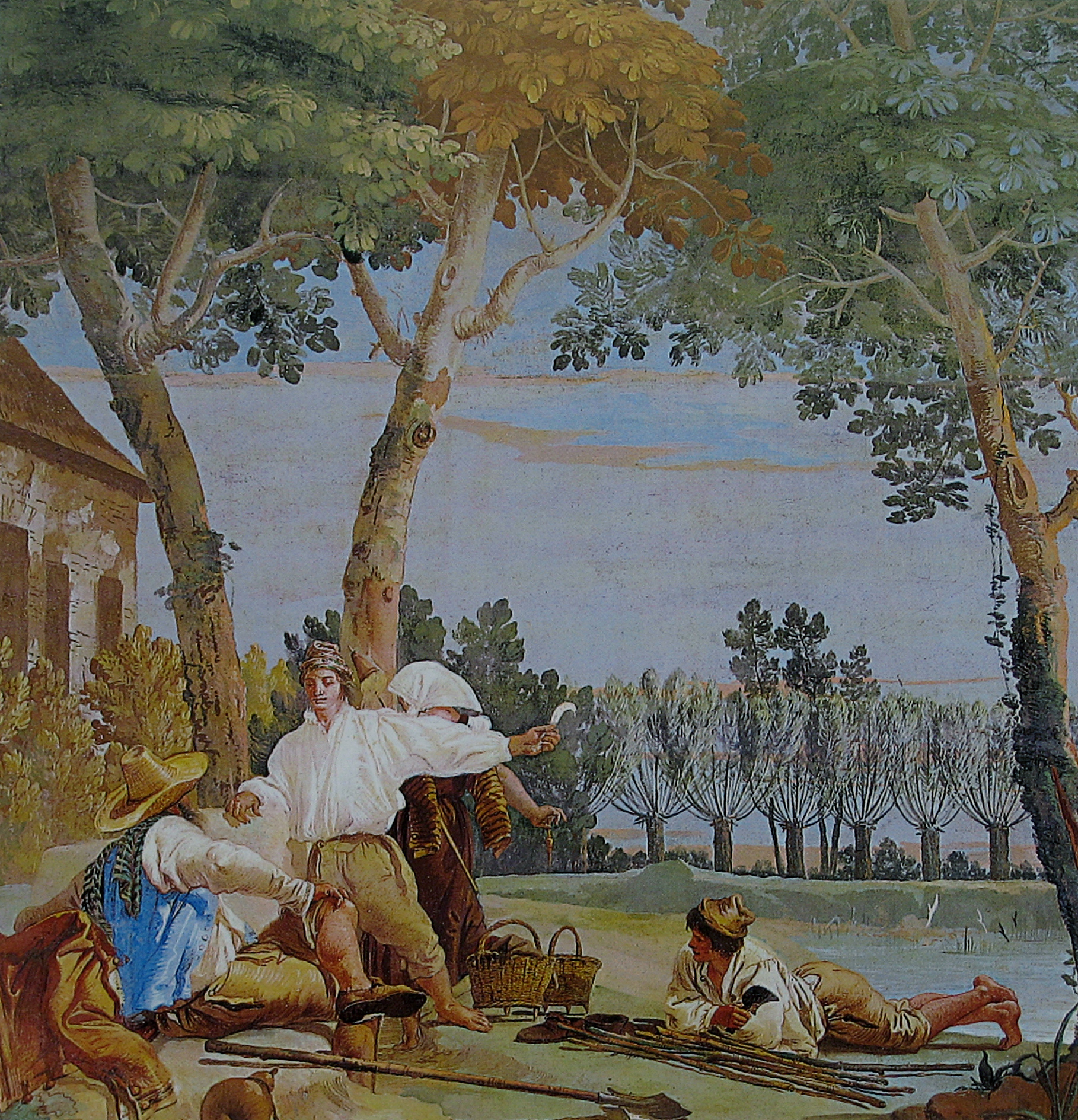
Фреска на віллі Валамарана, 1754 р.
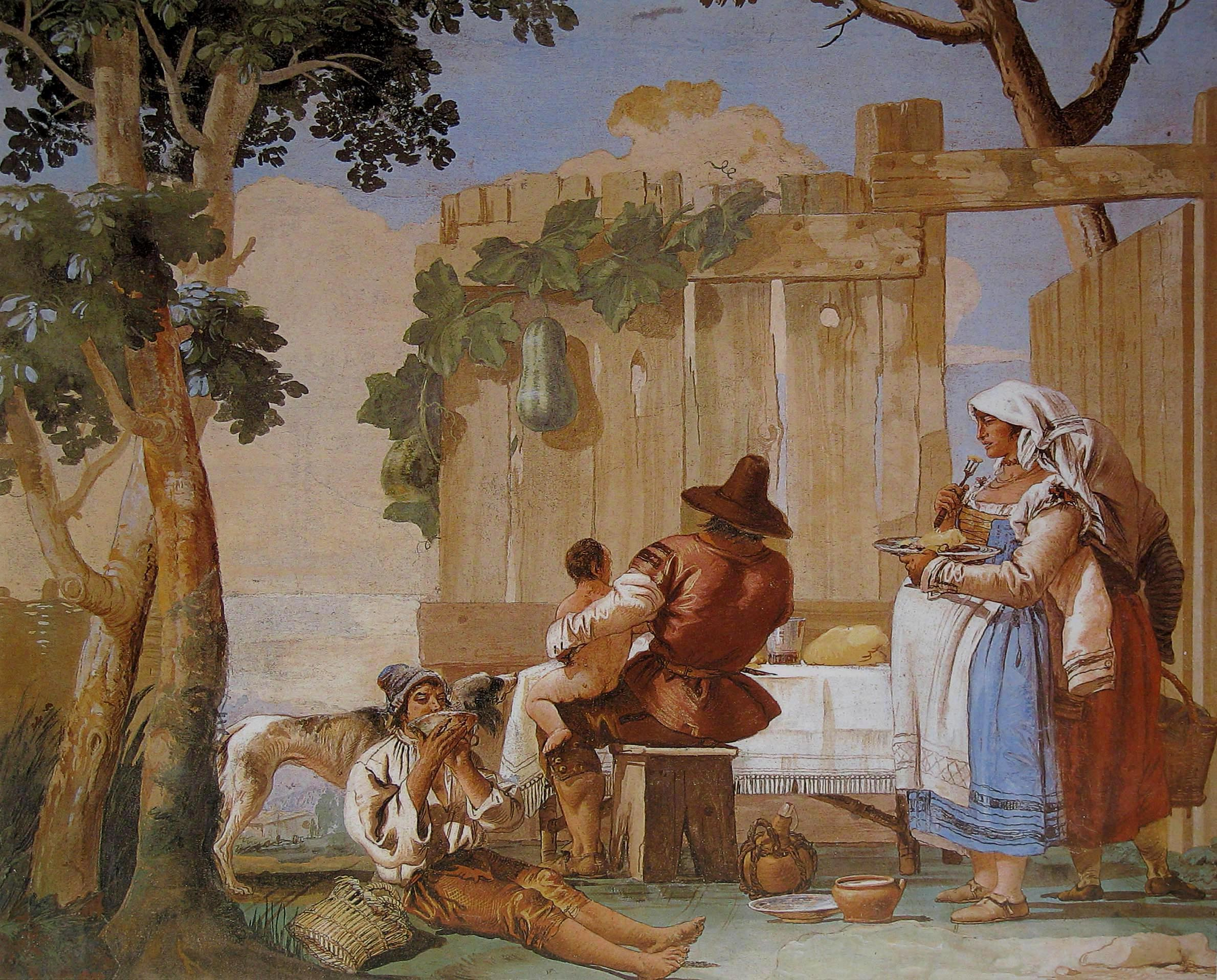
«Обідня пора в родині». Фреска на віллі Валамарана, 1757 р.

## Живопис олійними фарбами

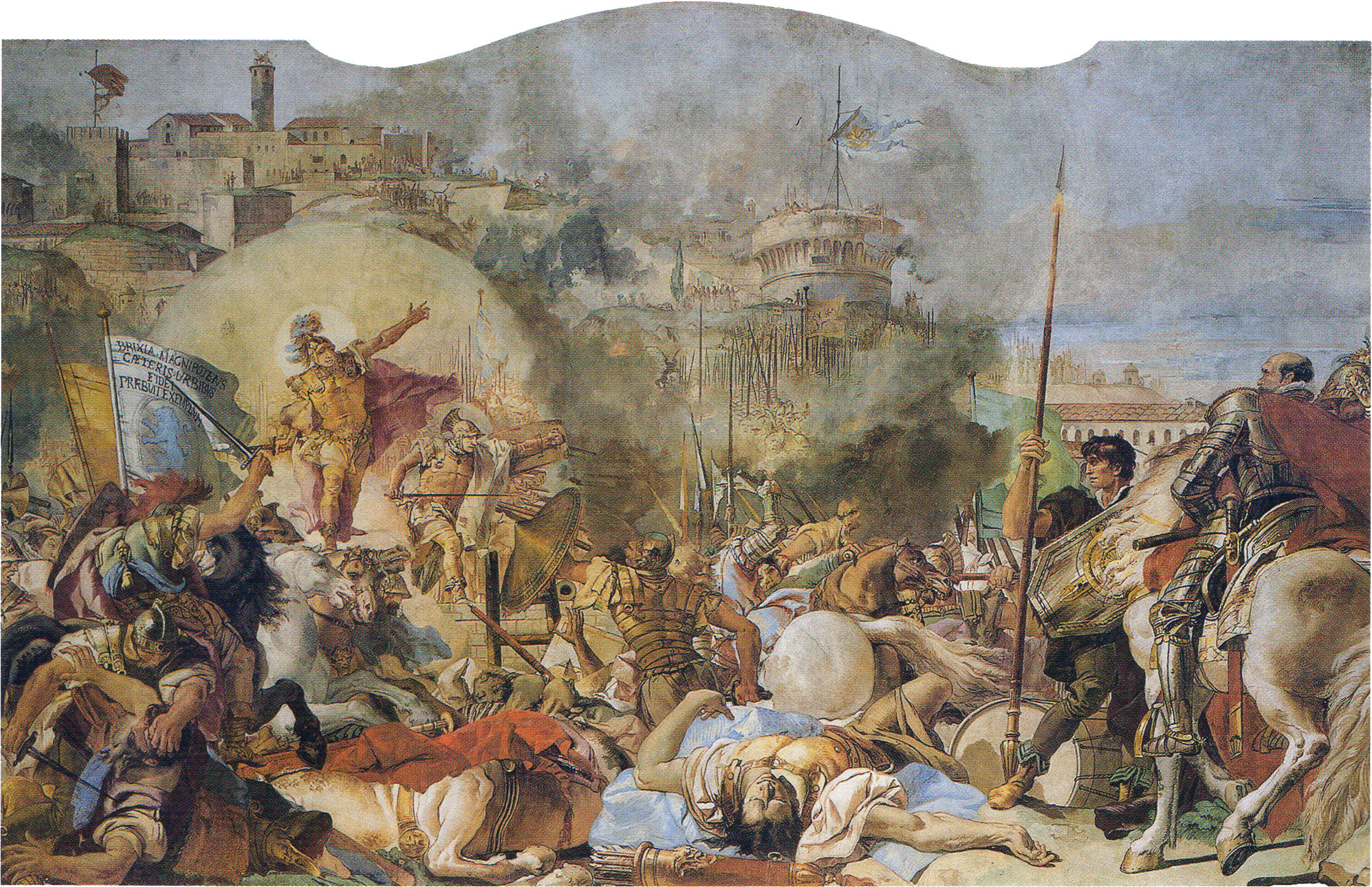
Святі покровителі Брешиї позбавляють місто від облоги вояків Ніколо Піччініно, 1755 р., Брешия.

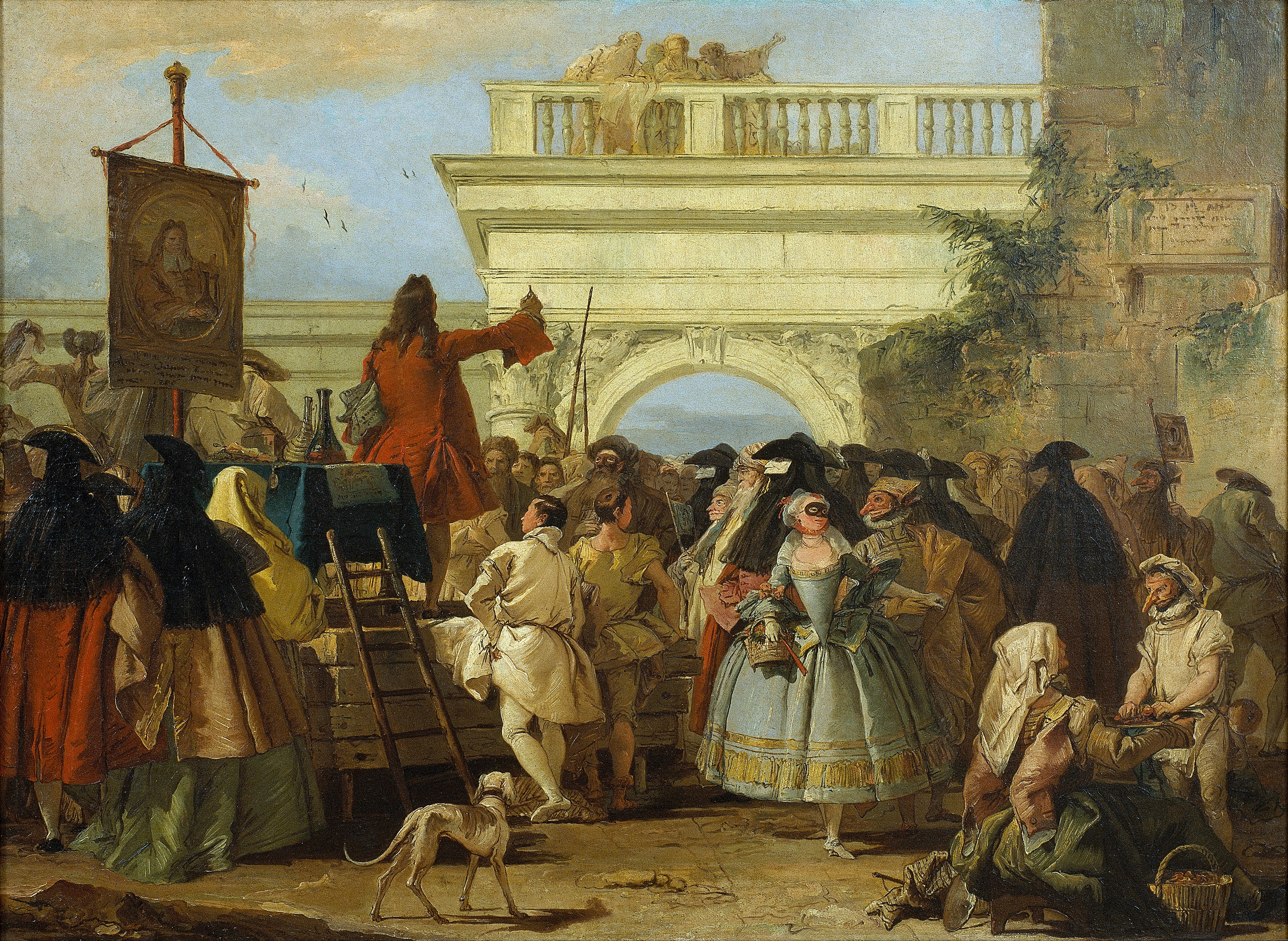
«Шарлатан продає ліки», Національний музей мистецтва Каталонії, Барселона
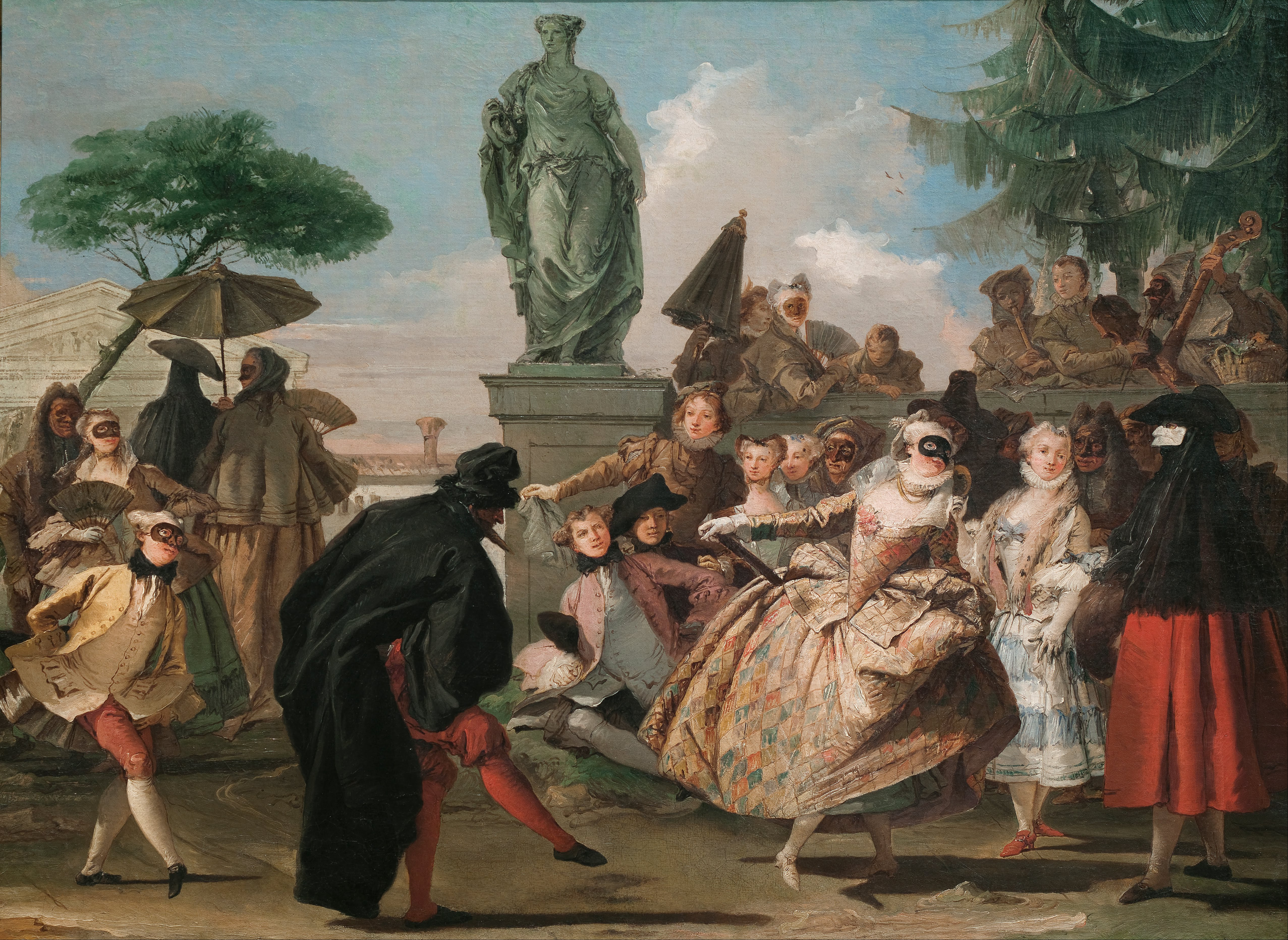
«Танцюють менует», 1756 р., Національний музей мистецтва Каталонії, Барселона
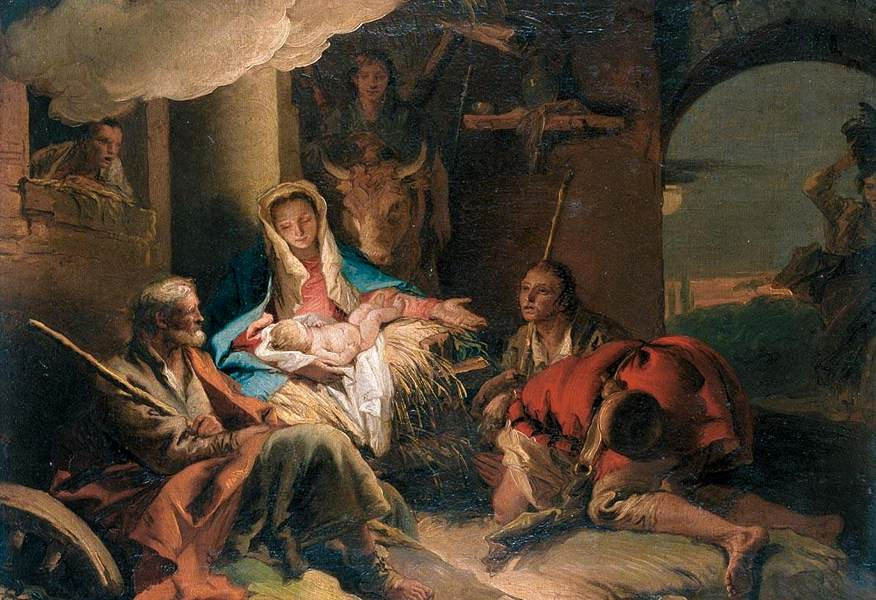
«Поклоніння пастухів немовляті Христу», до 1753 р.
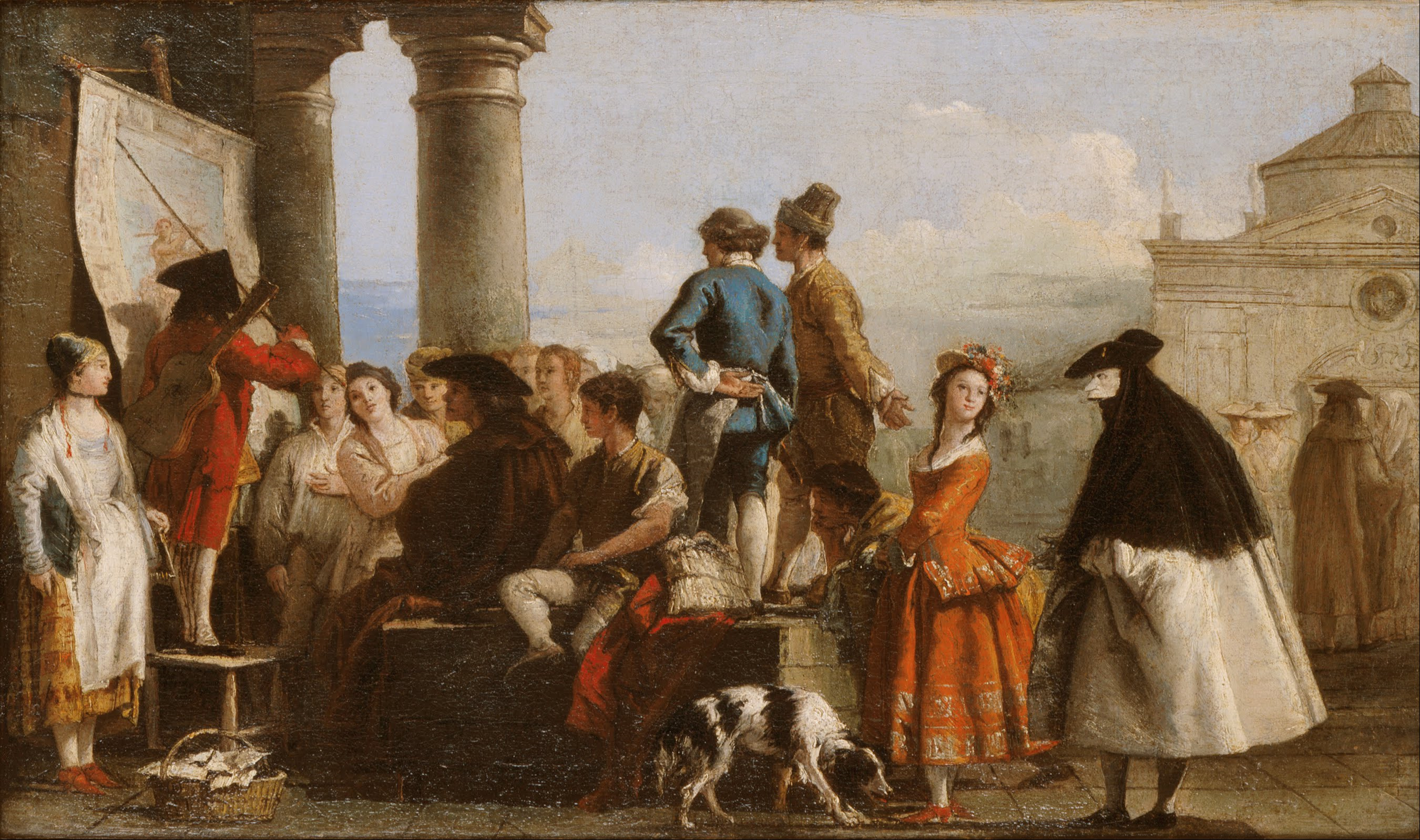
«Декламатор», до 1777 р.
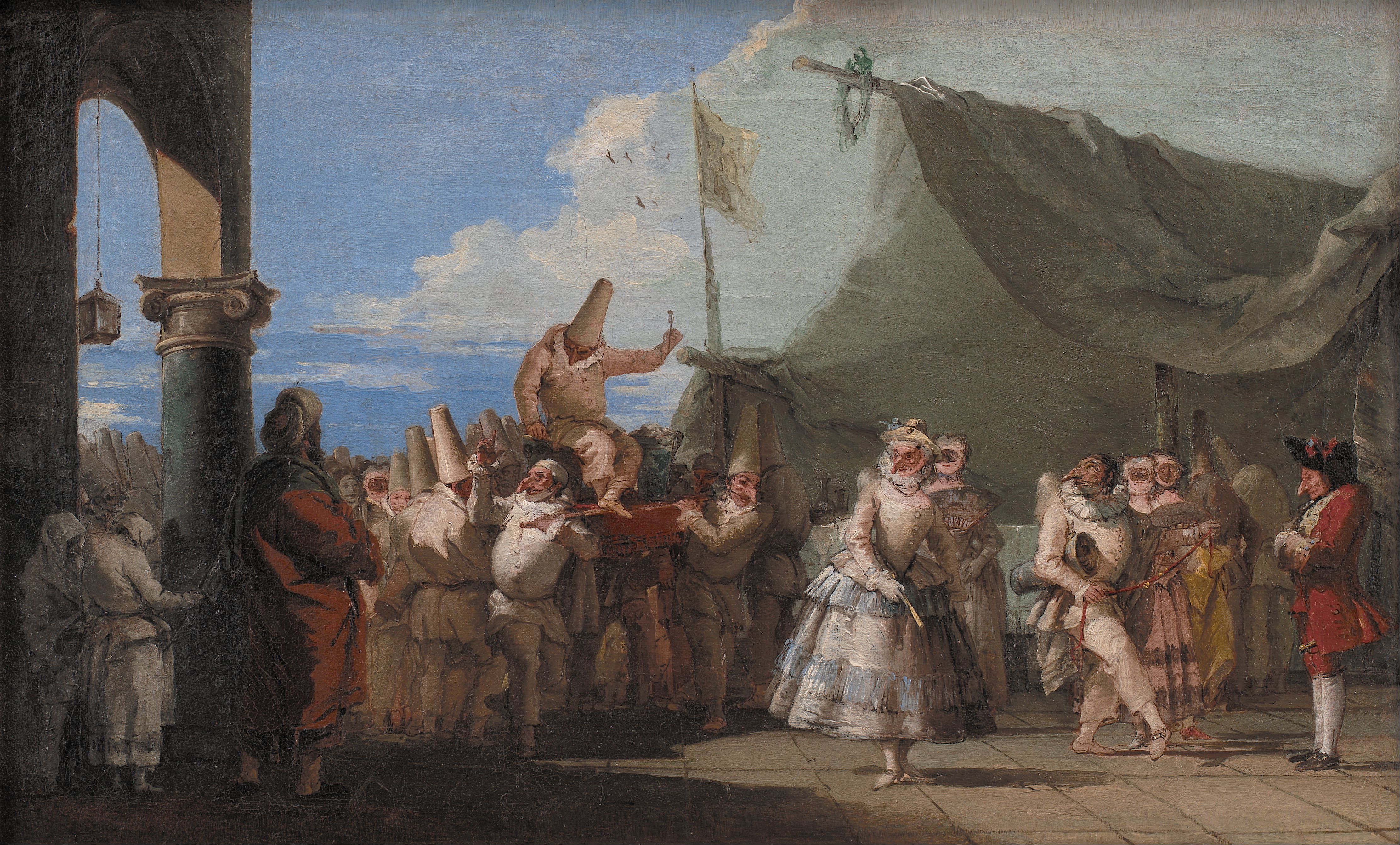
«Тріумф пульчинелли», до 1770 р.

## Ораторія в Удіне, стінописи

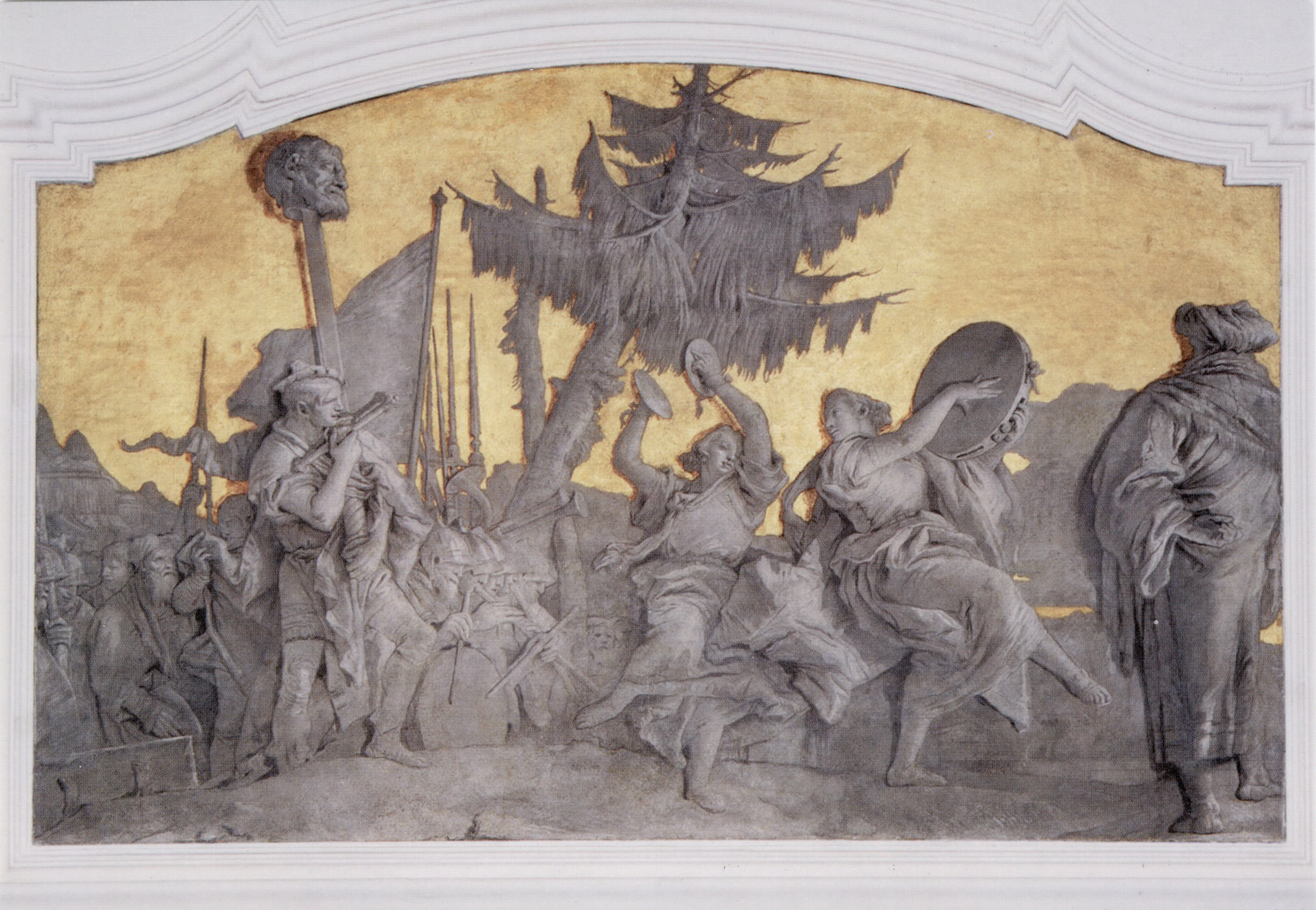
«Вшанування Давида після перемоги над Голіафом»
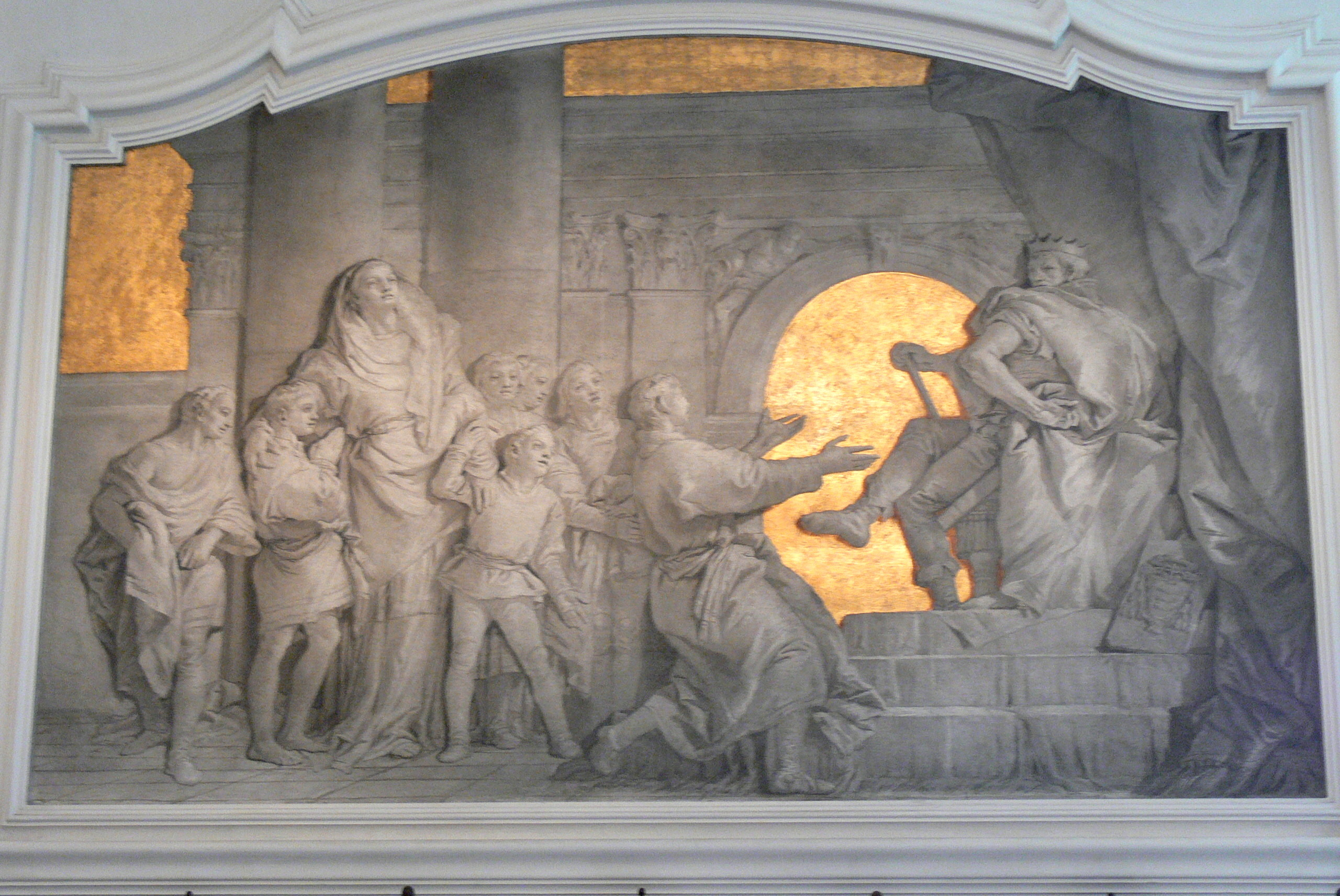
«Сім братів Маккавеїв з матір'ю перед царем Антвіохом IV перед стратою»
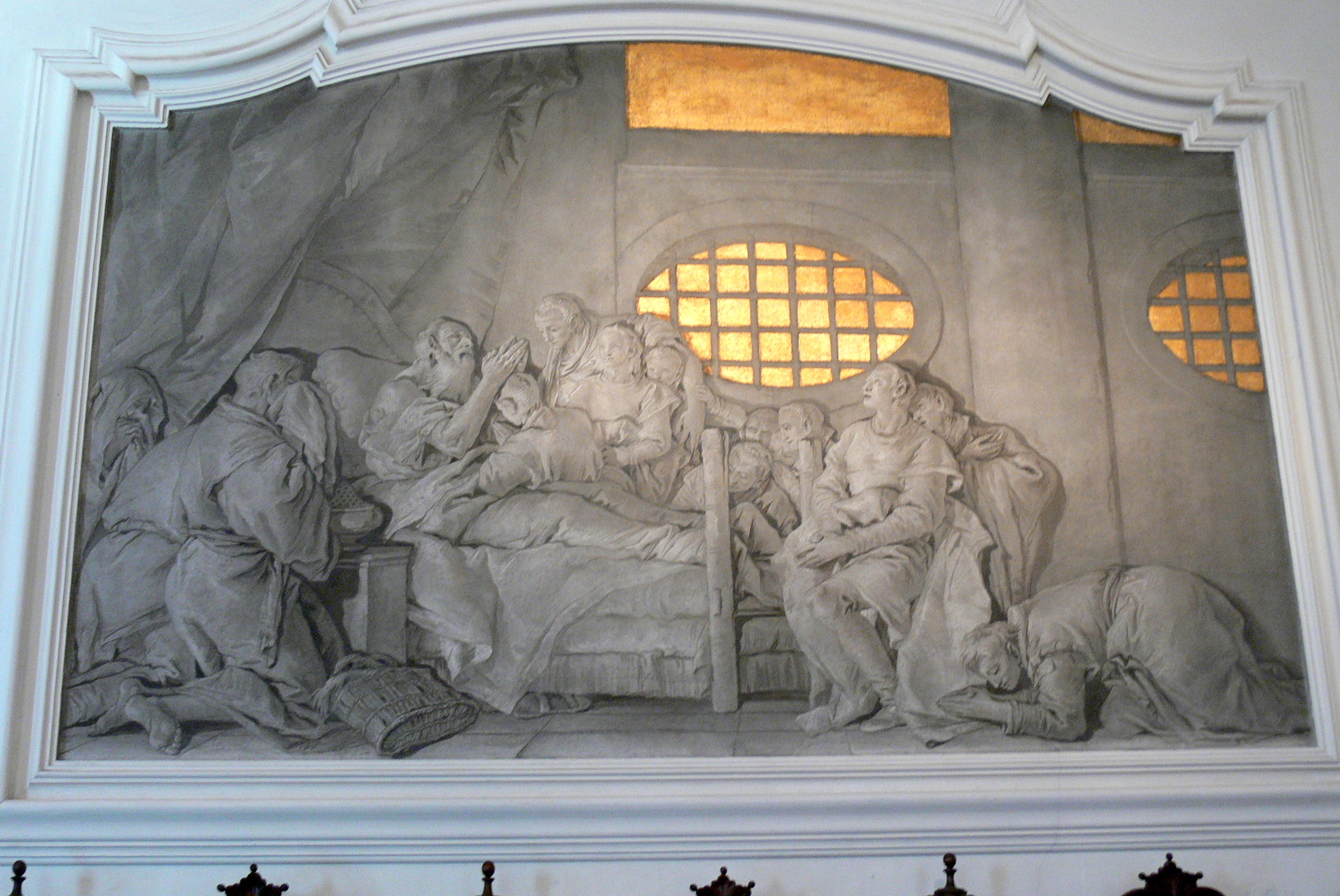
«Яків благословляє перед смертю своїх синів»
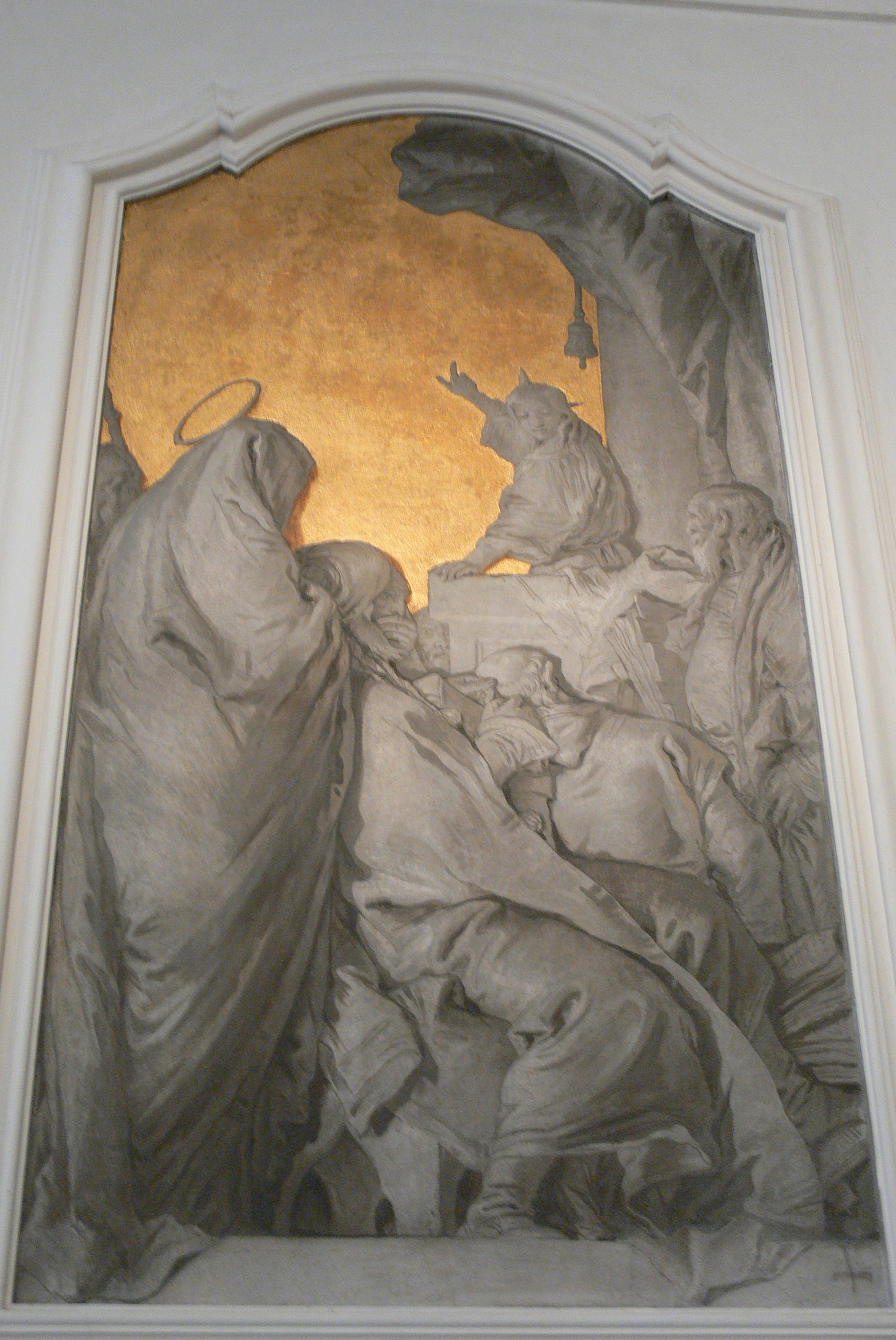
«Христос і книжники»